# Георг Діонісіус Ерет
Георг Діонісіус Ерет (нім. Georg Dionysius Ehret, 30 січня 1708 — 9 вересня 1770) — німецький або німецько-британський ботанік, майстер ботанічної ілюстрації. Його роботи, створені для вчених і цінителів, унікальні. Тому він вважається одним із найбільших художників-ілюстраторів в історії ботанічної ілюстрації.

## Біографія
Георг Діонісіус Ерет народився у місті Гайдельберг 30 січня 1708 року.

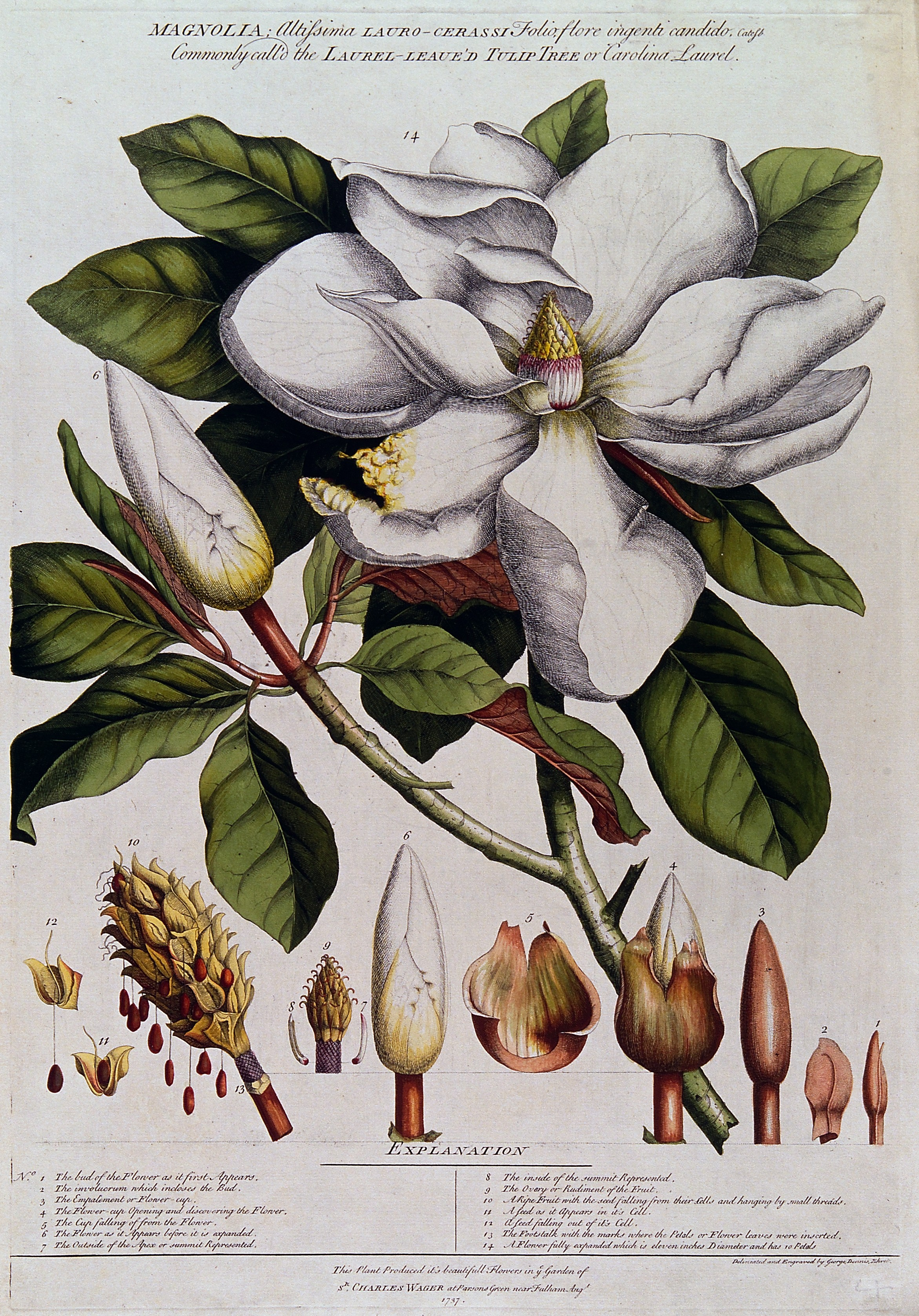
Зображення квітучого пагона та елементів квітки і плодів магнолії роботи Г.Д.Ерета

Ерет був першим художником, найнятим німецьким ботаніком та фармацевтом Йоганном Вільгельмом Вайнманном (1683–1741). Він познайомився із Вайнманном у 1728 році, коли був безробітним та дуже бідним. Коли Вайнманн побачив приклади робіт Ерета, він найняв його, щоб зробити тисячу ілюстрацій протягом року для наукової роботи Phytanthoza iconographia, за які йому буде виплачено п'ятдесят талерів. Ерету було також забезпечено проживання та харчування. Наприкінці року художник виконав половину завдання, і Вайнманн, стверджуючи, що контракт не був виконаним, дав йому двадцять талерів та відіслав його. Кілька років потому, Ерет подав позов проти свого колишнього роботодавця, щоб отримати компенсацію, але Вайнманн стверджував, що Ерет покинув його, і позов не був задоволений. Незважаючи на ці труднощі, кар'єра Ерета була наповнена історіями успіху на континенті та в Англії, де у нього було багато багатих покровителів.
Георг Діонісіус Ерет працював разом з видатним шведським вченим Карлом Ліннеєм та іншими видатними ботаніками того часу. Протягом тридцяти шести років його другом та співробітником був німецький ботанік Крістоф Якоб Трев (1695–1769).
Георг Діонісіус Ерет володів глибокими знаннями структури рослин, які він використовував для створення унікальних ботанічних ілюстрацій. У 1736 році він став затребуваним ілюстратором ботанічних видань у Англії. Георг Діонісіус Ерет створив сотні кольорових ботанічних ілюстрацій.
Георг Діонісіус Ерет помер у Челсі в Лондоні 9 вересня 1770 року у віці 62 років.

## Наукова діяльність
Георг Діонісіус Ерет спеціалізувався на насіннєвих рослинах.

## Наукові праці
- The Gardener's Dictionary[9] (1731–1771) von Philip Miller (ohne Abbildungen).
- Phytanthoza iconographia[4][5][10] (1737–1745) von Johann Wilhelm Weinmann[4][5].
- Hortus cliffortianus[11] (1738) von Carl von Linné.
- Plantae et papiliones rariores[12] (1748–1759) von Georg Dionysus Ehret.
- Hortus nitidissimis[13] (1750–1786) von Christoph Jakob Trew.
- Plantae selectae[14] (1750–1773) von Christoph Jakob Trew.
- The civil and natural history of Jamaica[15] (1756) von Patrick Browne.
- Hortus Kewensis[16] (1789) von William Aiton.

## Вшанування
На його честь було названо рід рослин Ehretia.